# Antonio Semiglia
Antonio Semiglia (Sanremo, 1868 – Sanremo, 1928) è stato un contrabbassista e chitarrista italiano.

## Biografia
Semiglia si è formato, probabilmente come autodidatta, nella sua città nell'ultimo scorcio dell'Ottocento. Suonatore di chitarra e contrabbasso ha preso parte ai primi complessi di "menestrelli sanremaschi" che intrattenevano i turisti d'alto lignaggio presenti in Riviera. Si è sposato nel 1899 con Dorothea Waldis di Gersau (Svizzera). Come "Chef d'Orchestra" ha diretto il complesso "Catadori" e l'orchestrina "Aurora", esibendosi al cospetto dei Principi di Hohenzollern e alla corte dello Zar di Russia Alessandro III a San Pietroburgo. A partire dal 1922 è stato tra i promotori di formazioni pionieristiche di jazz come il quartetto "Jazz Le Perroquet" insieme al violinista Carlo Minari, la "The Gardenia! American Jazz Band" e la sua "Red Cat Jazz Band". Negli ultimi anni della sua vita fu inoltre professore di contrabbasso presso l'Orchestra sinfonica del Casinò di Sanremo. Ha avuto quattro figlie e due figli, tutti dediti alla musica e al teatro. Di essi, solo Antonietta Semiglia baronessa Auteri De Cristofaro in arte Miss Nelly (1903-1994) fece la professione, negli anni '20 e '30, come violinista e fantasista, varcando peraltro i confini nazionali. Sono pronipoti diretti di Antonio Semiglia il musicista e scrittore sanremese Fabio La Cola, in arte Freddy Colt e il batterista Paolo La Cola. 
Nel 2012 è stato bandito a Villanova d'Albenga (SV) un concorso per nuovi talenti del jazz intitolato "Premio Antonio Semiglia", in seno al festival "Entrojazz".